# Jigrzan
Jigrzan – kaszubski dobrotliwy duch, opiekun zabaw, imprez, tańców i wszelkich rozrywek. Dawniej towarzyszący również uroczystościom ku czci Słońca, światła i ognia. Mówiono, że Jirzan sprawia komuś radość, ktoś jest wesoły jak Jigrzan.
Drewniana figura przedstawiająca Jigrzana, jako jedna z 13 figur szlaku turystycznego „Poczuj kaszubskiego ducha" współfinansowanego ze środków unijnych i wykonana przez Jana Redźko na podstawie opracowania "Bogowie i duchy naszych przodków. Przyczynek do kaszubskiej mitologii" Aleksandra Labudy, znajduje się w miejscowości Zakrzewo.

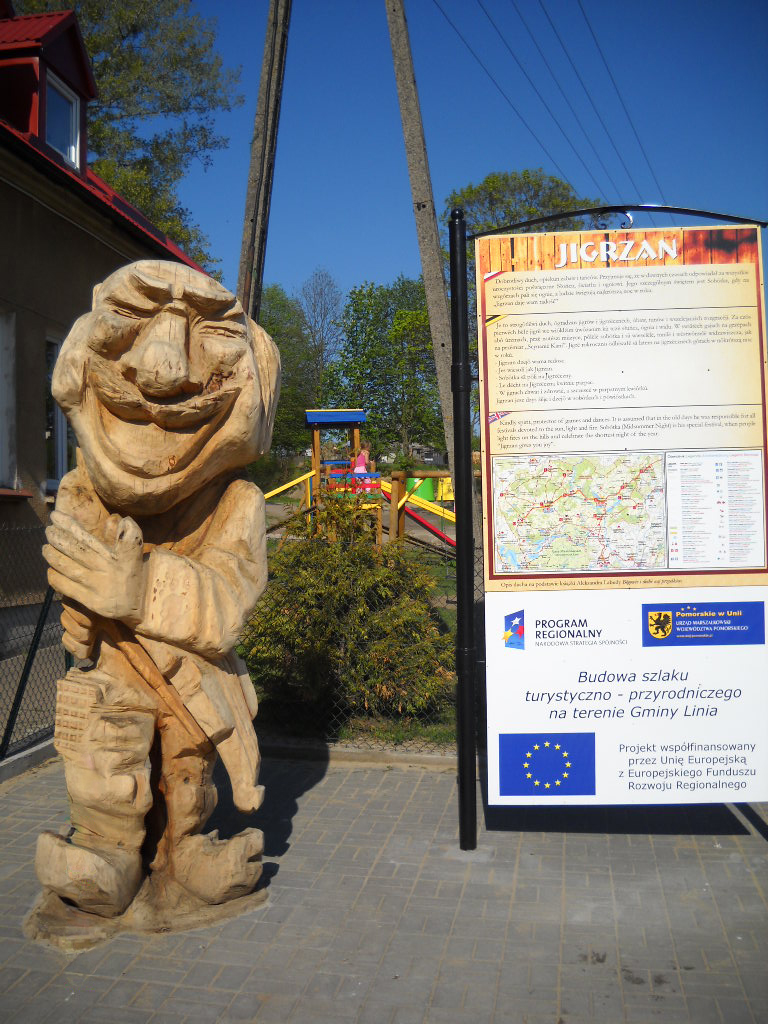
Jigrzan, rzeźba wykonana przez artystę ludowego Jana Redźko